# Austrochaperina hooglandi
Espèce
Synonymes
- Sphenophryne hooglandi Zweifel, 1967

Statut de conservation UICN

 LC  : Préoccupation mineure
Austrochaperina hooglandi est une espèce d'amphibiens de la famille des Microhylidae.

## Répartition
Cette espèce est endémique de Papouasie-Nouvelle-Guinée. Elle n'est connue que dans trois zones fortement séparées, les monts Adelbert, Hunstein et Schrader, dans les provinces de Madang et de Sandaun. Toutefois elle pourrait avoir une répartition plus importante notamment entre ces trois sites. Elle est présente entre 600 et 1 370 m d'altitude,.

## Description
Austrochaperina hooglandi mesure environ 40 mm.

## Étymologie
Son nom d'espèce, hooglandi, lui a été donné en référence à Ruurd D. Hoogland (1922-1994) à qui l'on doit l'holotype,.

## Publication originale
- Zweifel, 1967 : A systematic review of the microhylid frogs of Australia. American Museum novitates, no 2309, p. 1-6 (texte intégral).